# アメリカ鳥学会
アメリカ鳥学会 (英語: American Ornithologists' Union) は、アメリカ合衆国の鳥類を対象とする学術学会。鳥類学者により構成される。
設立は1883年。発起人は エリオット・カウズ(Elliott Coues)、 ジョエル・アサフ・アレン(Joel Asaph Allen)、ウィリアム・ブリュースター(William Brewster)。

## 出版物

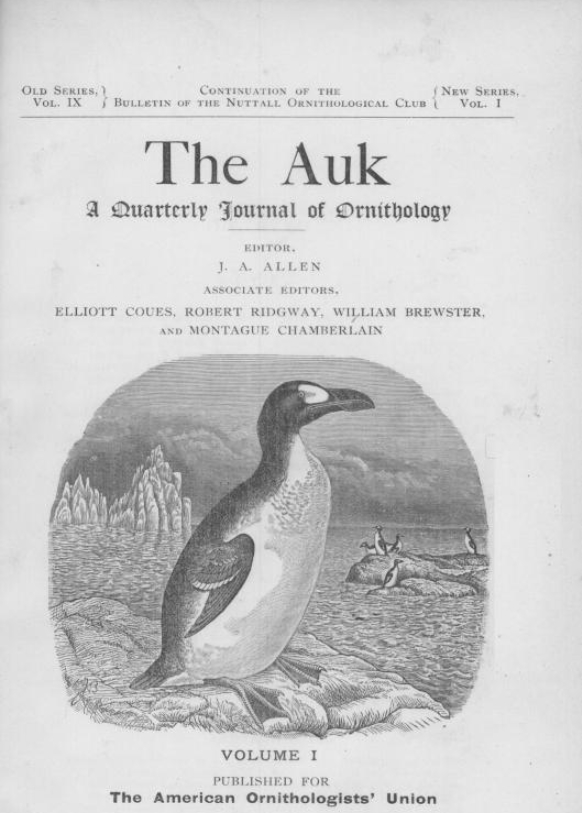
The Auk 第1巻

論文雑誌 "The Auk" を発行する。

## 賞
- ウィリアム・ブリュースター記念メダル (William Brewster Memorial Award) - 西半球の鳥類に関する優れた著者、共著者に贈られる（1821年創設）
- エリオット・カウズ賞（Elliott Coues Award) - 鳥類学に傑出した貢献をしたと認められる人物に贈られる。(1972年に最初の授賞)
- Ned K. Johnson Young Investigator Awar - 若手研究者への賞（2005年に創設）
- ラルフ・W・シュライデン保全賞 (Ralph W. Schreiber Conservation Award) - 鳥類やその生息地の保護、保全に科学の分野で貢献した人物、団体に贈られる。(2005年に創設)

## 会長になった人物
- ジョエル・アサフ・アレン Joel Asaph Allen, 1883–1890
- ダニエル・ジロード・エリオット Daniel Giraud Elliot, 1890–1892
- ロバート・リッジウェイ Robert Ridgway, 1898–1900
- クリントン・ハート・メリアム Clinton Hart Merriam, 1900–1903
- チャールズ・バーニー・コーリー Charles Barney Cory, 1903–1905
- エドワード・ウィリアム・ネルソン Edward William Nelson, 1908–1911
- フランク・チャップマン Frank Michler Chapman, 1911–1914
- ウィトマー・ストーン Witmer Stone 1920–1923
- エルンスト・マイヤー Ernst Mayr, 1957–1959
- ハリソン・ブルース・トードフ Harrison Bruce Tordoff, 1978–1980
- チャールズ・シブリー Charles Sibley, 1986–1988